# Warlpirier
Warlpirier är en aboriginsk stam där många fortfarande talar warlpiri. Det finns 5,000-6,000 warlpirier. De flesta warlpirier bor i några städer och samhällen utspridda över deras traditionella land i Norra territoriet, norr och väster om Alice Springs. Deras största samhälle är Yuendumu och många bor också i Willowra, Lajamanu, Nyirrpi, Mt Allen och andra mindre samhällen. Många bor också i Alice Springs och Tennant Creek. Cirka 3,000 talar fortfarande warlpiri. Alternativa stavningar på Warlpiri som förekommer är: Walpiri, Walbiri, Elpira, Ilpara och Wailbri.

## Historia
Warlpirier kom i kontakt med européer i slutet av 1800-talet. På 1980-talet och 1990-talet flyttade många warlpirier ut till mindre samhällen där de kunde vara närmare sitt traditionella land.